# アドリア・ペドロサ
アドリア・ヒネル・ペドロサ（Adrià Giner Pedrosa, 1998年5月13日 - ）は、スペイン・カタルーニャ州バルセロナ県バルセロナ出身のプロサッカー選手。ラ・リーガ・セビージャFC所属。ポジションはDF。

## 来歴
2014年にRCDエスパニョールのカンテラに入団。2017年4月にセグンダ・ディビシオンBのBチームに昇格。2018-19シーズンより二種登録選手となり、2018年11月1日のコパ・デル・レイのカディスCF戦で、トップチームデビュー。12月16日のレアル・ベティス戦で、プリメーラ・ディビシオン初出場。2019年4月13日のデポルティーボ・アラベス戦で、プロ初ゴールを決めた。
2023年7月1日、セビージャFCにフリー移籍で加入し、5年契約を結んだ。 

## ダービーマッチでの騒動
2019年3月30日、FCバルセロナとの初のバルセロナダービーに挑んだペドロサだったが、カンプ・ノウでの同試合は、バルサが2-0で勝利。その試合後でちょっとした騒動が発生した。ペドロサはバルサの象徴的存在であるリオネル・メッシとユニフォームの交換をし、健闘を称えあったものの、この一連の行為がエスパニョールファンを怒りを買うことになってしまった。その影響で4月2日のヘタフェCF戦はベンチ外になったペドロサだったが、13日の地元エスタディ・コルネリャ＝エル・プラットでのデポルティーボ・アラベス戦では先発出場を果たし、先制ゴールを決めた。試合も2-1で勝利し、メッシとのユニフォーム交換で懐疑的な見解を示していたエスパニョールファンも、ペドロサを称賛した。